# ایترن
ایترن (به آلمانی: Aitern) یک شهرداری در آلمان است که در بادن-وورتمبرگ واقع شده‌است.

## خصوصیات
ایترن ۹٫۲۱ کیلومترمربع مساحت دارد ۶۳۰ متر بالاتر از سطح دریا واقع شده‌است.